# Peștenița, Hunedoara
Peștenița este un sat în comuna Densuș din județul Hunedoara, Transilvania, România.

## Monumente
- Biserica Sfântul Teodor Tiron, construită în anul 1871[1]

## Imagini

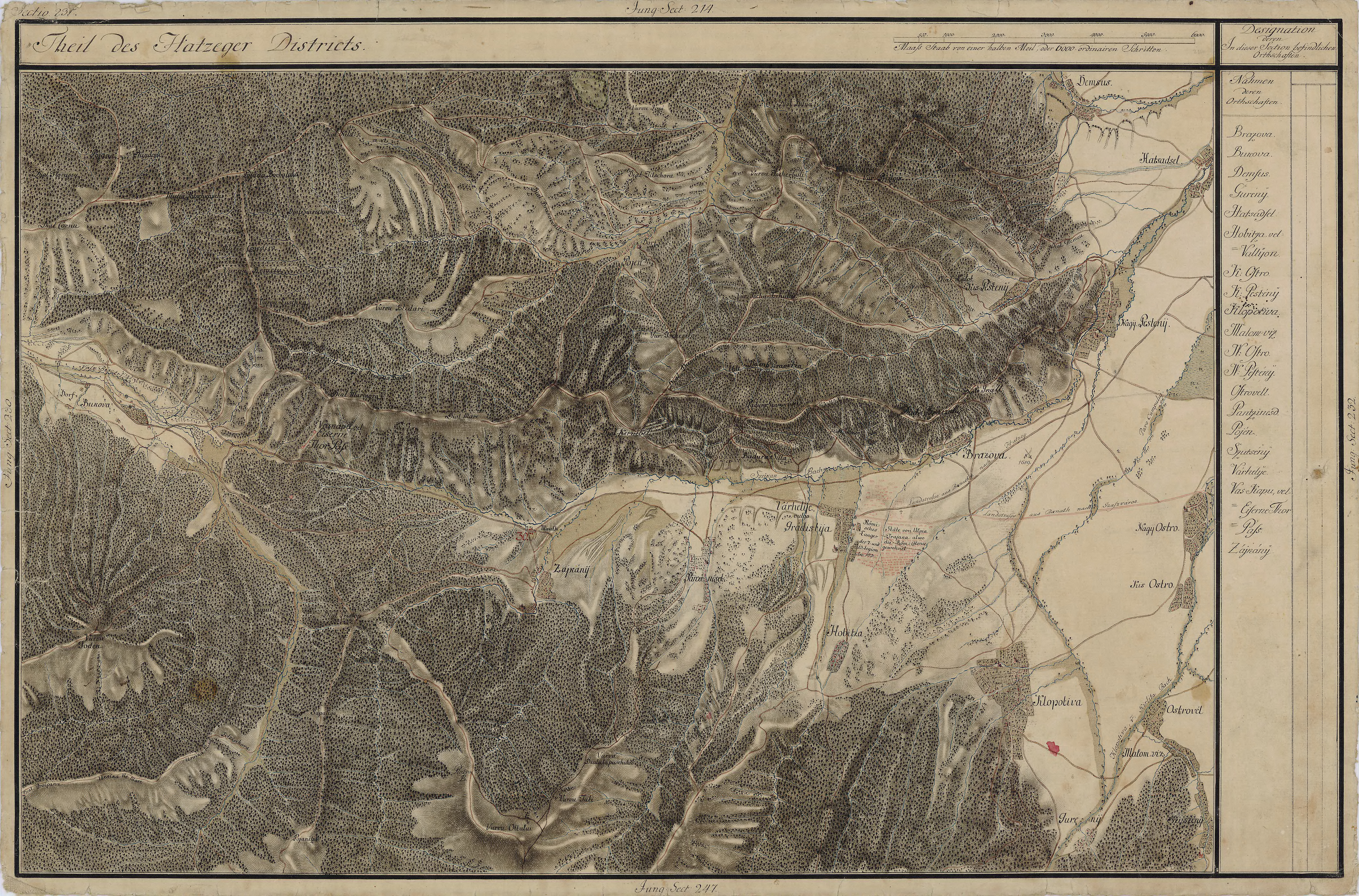
Peștenița în Harta Iosefină a Transilvaniei, 1769-1773